# Dirk Korthals
Dirk Korthals (* 22. März 1962 in Vreden) ist ein ehemaliger deutscher Schwimmer, der 1984 eine olympische Silbermedaille gewann.

## Karriere
Dirk Korthals gewann 1981 den Deutschen Meistertitel in der 4-mal-200-Meter-Freistilstaffel mit der Staffel der SG Gladbeck. Bei den Europameisterschaften in Split belegte er über 200 Meter den neunten Rang. Seine erste Medaille bei einem internationalen Großereignis gewann Korthals bei den Weltmeisterschaften 1982 in Guayaquil. Die bundesdeutsche 4-mal-200-Meter-Freistilstaffel in der Besetzung Andreas Schmidt, Dirk Korthals, Rainer Henkel und Michael Groß erkämpfte Bronze hinter den Staffeln aus den Vereinigten Staaten und aus der Sowjetunion.
1984 belegte Korthals bei den Deutschen Meisterschaften den zweiten Platz über 200 Meter hinter Michael Groß. Mit 1:49,93 Minuten war er dabei der siebte Schwimmer der Welt, der unter 1:50 Minuten blieb. Bei den Olympischen Spielen 1984 stand die 4-mal-200-Meter-Freistilstaffel als erster von den vier Wettbewerben auf dem Programm, an denen Korthals teilnahm. Im Vorlauf hatte die US-Staffel den Weltrekord der deutschen Staffel aus dem Vorjahr unterboten. Im Finale führten die Schwimmer aus den Vereinigten Staaten vom Start weg, die deutsche Staffel mit Thomas Fahrner, Dirk Korthals, Alexander Schowtka und Michael Groß kam durch den Schlussschwimmer Groß zwar bis auf vier Hundertstelsekunden an die US-Amerikaner heran und verbesserte in 7:15,73 Minuten ihren Europarekord um über vier Sekunden, erhielt aber nur die Silbermedaille. Für diesen Erfolg wurden er und die übrigen Mitglieder der deutschen Staffel – wie alle Gewinner olympischer Medaillen – vom Bundespräsidenten mit dem Silbernen Lorbeerblatt ausgezeichnet. Über 100 Meter Freistil erreichte Korthals das Finale und belegte den achten Platz. Die 4-mal-100-Meter-Freistilstaffel belegte in der Besetzung Korthals, Andreas Schmidt, Schowtka und Groß den vierten Platz, knapp hinter der schwedischen Staffel. In der 4-mal-100-Meter-Lagenstaffel schwamm Korthals nur im Finale mit, Stefan Peter, Gerald Mörken, Michael Groß und Dirk Korthals belegten den vierten Platz.
1985 nahm Korthals an den Europameisterschaften in Sofia teil. Über 4-mal 100 Meter siegten Alexander Schowtka, Thomas Fahrner, Dirk Korthals, Michael Groß vor den Staffeln aus der DDR und aus Schweden.